# Mühlentor (Tribsees)

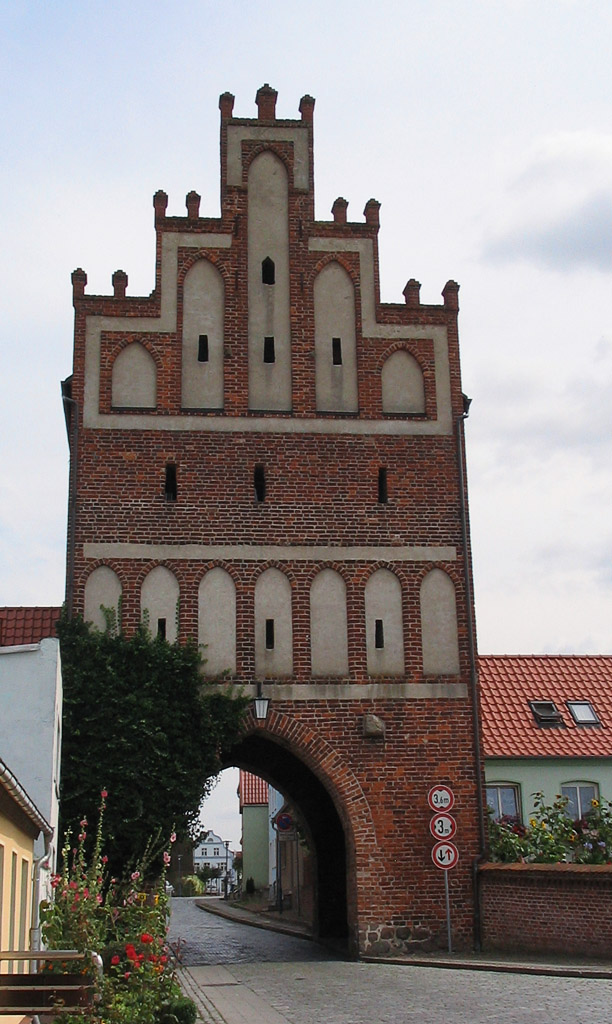
Das Mühlentor von der Feldseite aus gesehen

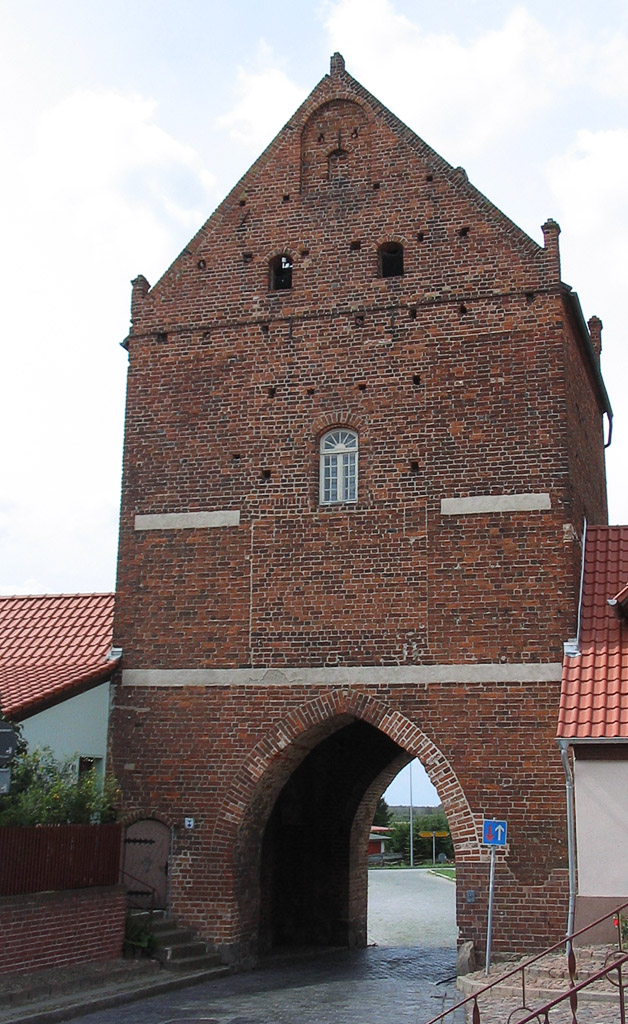
Das Mühlentor von der Stadtseite aus gesehen

Das  Mühlentor, auch Stralsunder Tor, in Tribsees ist eines der zwei noch vorhandenen Tore der Wehranlage, welche die Stadt umgab. Das gotische dreigeschossige Backsteintor aus dem 13. Jahrhundert wurde auf einem Feldsteinsockel errichtet und sicherte die Straße nach Stralsund ab. Es verfügt über mehrere markante Putzblenden. Die üblicherweise reicherverzierte Feldseite verfügt über mehrere übereinander gereihte Spitzbogenblenden und einen Staffelgiebel. Dieser wird von einem Putzband eingerahmt und mit Spitzbogenblenden sowie durch Eckfialen geschmückt.
Die Stadtseite ist schlichter gestaltet. Sie hat eine mittig angeordnete, über beide Obergeschosse reichende vermauerte Vertiefung mit kleinem Fenster in der Mitte. Im Giebel befinden sich zwei rundbogige Luken und eine abschließende unverputzte Rundbogenblende.
Im Mühlentor befand sich zwischen 1976 und 1991 die Heimatstube von Tribsees. Das Mühlentor wurde im Jahre 2018 aufwendig saniert. Neben dem Verfugen der Fassade, der Sanierung Daches und dem Verputzen der Putzblenden wurden auch bauliche Maßnahmen zur Taubenabwehr ergriffen.

## Weblink
- Das Stadttor KLEKsonline

Koordinaten: 54° 5′ 43,4″ N, 12° 45′ 15″ O